# Zuidema's klap
Zuidema's klap is een monumentale ophaalbrug, die in 1879 werd gebouwd over het Hunsingokanaal als verbindingschakel in de weg tussen het kerkdorp Niekerk en het gehucht Panser, waar vroeger een van de borgen stond van de collator van de Niekerkse kerk.

## De brug
In het Gronings wordt zo'n ophaalbrug een klap of klappe genoemd (naar de gebruikelijke naam voor dit type brug in Nederland: de klapbrug). Nabij de brug woonde de familie Zuidema, vandaar dat de brug de naam Zuidema's klap kreeg.
Hoewel delen van de brug in de loop der tijd zijn vervangen, waaronder het brugdek en de brughoofden, is de brug nog grotendeels in de originele staat en is onder meer vanwege de hoge mate van gaafheid erkend als rijksmonument. De gietijzeren stijlen van de brug hebben ornamenten in de vorm van cannelures en acanthusbladeren (zie afbeelding). In de hameipoort, het beweegbare portaal van de brug, bevindt zich een versierde gietijzeren plaat met het jaartal van de bouw, 1879.

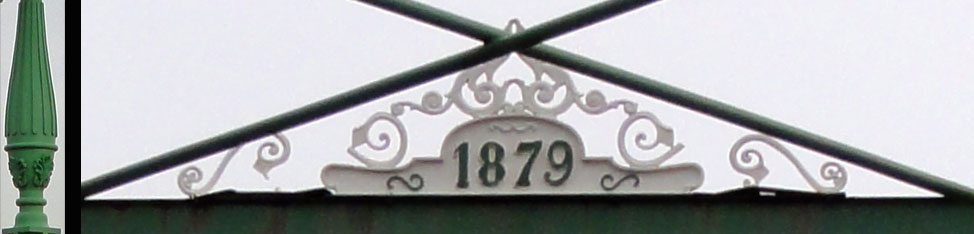
Links pijler met ornamenten, met onder acanthusbladeren en boven cannelures; rechts een versierde gietijzeren plaat met het jaartal 1879